# Помидоров, Александр
Алекса́ндр Помидо́ров (бел. Аляксандр Памідораў, настоящее имя Александр Анатольевич Кривошеев, род. 21 декабря 1971, Минск) — белорусский диджей, актёр, певец, композитор, блюзмен, радиоведущий, лидер группы «Pomidor/OFF».

## Биография
Родился в Минске в семье интеллигентов (мама — физик-химик). Окончил школу в 1988 году. Учился в Институте культуры на «руководителя самодеятельного театра», но на третьем курсе перевёлся на театральный факультет Белорусской академии искусств, где получил в 1994 году диплом режиссёра драматического театра.
Работал в качестве диджея и ведущего в ряде радиостанций: «Беларуская маладзёжная», «101.2», «Радио Рация», «Альфа Радио», «Радио Би-Эй». Вёл программу «Гукапіс» на белорусской службе Радио «Свобода». В последнее время до своего увольнения в ноябре 2020 года работал в «Радиостанции Рокс-М».
Женат вторым браком, от первого имеет дочь Софию.

## Творчество

### Музыкальная деятельность
В 1988 году в Ломоносове организовал свою первую группу — акустическое трио «Пьяные Гости». Группа записала три кассетных магнитоальбома. В 2001 году последний концертный альбом «Уровень жизни» 1998 года вышел на диске на лейбле «Pomidorof Rec. Ltd.».
С 1997 года сочиняет песни на белорусском языке. Принимал участие в ряде различных музыкальных проектов: «Народны Альбом» («Lomir Zech Iberbetn»), «Сьвяты Вечар — 2000» («Цуд на Каляды», «Глорыя»), «Я нарадзіўся тут». Регулярно выступает в дуэте с различными известными белорусскими музыкантами.
В 2000 году Александр организовал собственный музыкальный проект «Pomidor/OFF», в котором принимают участие многие известные музыканты. С этим проектом стал обладателем титула «Рок-корона» на «Рок-коронации-2011». В 2015 году вместе с Денисом Балахоновым (гитара, вокал) и Дмитрием Бойцовым воссоздал проект «Пьяные Гости», с которым дал ряд концертов.
Является экспертом на портале белорусской музыки «Tuzin.fm».
Лауреат премий «Даём рады» («Еврорадио») в номинациях «бел. Няспраўджаныя надзеі, або палёт над металам птушкай» (2012), «бел. Расставанне года» (2014).

### Организаторская деятельность
Традиционно ведёт рок-концерты и фестивали («Be Free», «Басовище», «Рок-коронация», «Рок за Бобров»).

### Актёрская деятельность
- 2011 — озвучка белорусского мультфильма «Будзьма беларусамі!», посвящённого белорусской истории[6].
- 2012 — актёр в художественном фильме «Жыве Беларусь!».
- 2015—2017 — актёр в мультимедийном проекте «ХронотопЬ» (реж. А. А. Кудиненко)[7].

## Гражданская деятельность
В период протестов в Белоруссии в 2020 году неоднократно выступал на различных, в том числе дворовых площадках. 19 сентября Александр Помидоров выступил в лесополосе на улице Ангарской в Минске. После концерта был задержан и в дальнейшем осуждён на 8 суток ареста.
26 ноября 2020 года уволился из «Радиостанция Рокс-М» из-за своей гражданской позиции.